# Seleninové kyseliny
Seleninové kyseliny jsou organické sloučeniny selenu odpovídající vzorci R=Se(=O)-OH, kde R ≠ H. Patří mezi organické kyseliny selenu, společně se selenenovými (R-Se-OH) a selenonovými kyselinami (RSe(=O)2-OH). Základní sloučeninou této skupiny je kyselina methanseleninová (CH3-Se(=O)-OH).

## Reakce
Seleninové (především arenseleninové) kyseliny se používají jako katalyzátory epoxidací pomocí peroxidu vodíku, Baeyerových–Villigerových oxidací, a oxidací thioetherů; aktivními oxidačními činidly jsou pravděpodobně peroxyseleninové kyseliny (R-Se(=O)-OOH).

## Struktura
Kyselina methanseleninová byla prozkoumána rentgenovou krystalografií. Geometrie okolo atomu selenu je pyramidální, s délkami vazeb Se-C = 192,5(8) pm, Se-O = 167,2(7) pm, Se-OH = 175,6(7) pm, úhly OSeO = 103,0(3)°, HO-Se-C = 93,5(3)°, a OSeC = 101,4(3)°. Struktura je izomorfní vůči kyselině methansulfinové.
Kyselina benzenseleninová (C6H5-Se(=O)-OH) byla také zkoumána krystalograficky.